# Віктор Нуньєс
Віктор Амаурі Нуньєс Родрігес (ісп. Víctor Amaury Núñez Rodríguez, нар. 15 квітня 1980, Санто-Домінго, Домініканська Республіка) — костариканський футболіст, нападник клубу «Сантос» (Гуапілес).
Виступав, зокрема, за клуб «Ередіано», а також національну збірну Коста-Рики.

## Клубна кар'єра
У дорослому футболі дебютував 1999 року виступами за команду клубу «Гойкоечеа».
Згодом з 1999 по 2010 рік грав у складі команд клубів «Сапрісса», «Лімоненсе», «Санта Барбара», «Алахуеленсе», «Картагінес» та «Ліберія Міа».
Своєю грою за останню команду привернув увагу представників тренерського штабу клубу «Ередіано», до складу якого приєднався 2010 року. Відіграв за цю костариканську команду наступні чотири сезони своєї ігрової кар'єри. Більшість часу, проведеного у складі «Ередіано», був основним гравцем команди.
Протягом 2015—2017 років захищав кольори клубів «Реал Еспанья», «Сантос» (Гуапілес) та «Ередіано».
До складу клубу «Сантос» (Гуапілес) приєднався 2017 року.

## Виступи за збірну
2006 року дебютував в офіційних матчах у складі національної збірної Коста-Рики.
У складі збірної був учасником чемпіонату світу 2006 року в Німеччині.